# Fußball-Club Augsburg 1907 2017-2018
Questa voce raccoglie le informazioni riguardanti il Fußball-Club Augsburg 1907 nelle competizioni ufficiali della stagione calcistica 2017-2018.

## Stagione
Nella stagione 2017-2018 l'Augusta, allenata da Manuel Baum, concluse il campionato di Bundesliga al 12º posto. In coppa di Germania l'Augusta fu eliminata al primo turno dal Magdeburgo.

## Rosa
Aggiornata al 29 maggio 2018.
| N. |                          | Ruolo | Calciatore                 |
| -- | ------------------------ | ----- | -------------------------- |
| 1  | Germania (bandiera)      | P     | Andreas Luthe              |
| 3  | Grecia (bandiera)        | D     | Kōstas Stafylidīs          |
| 4  | Germania (bandiera)      | D     | Felix Götze                |
| 6  | Paesi Bassi (bandiera)   | D     | Jeffrey Gouweleeuw         |
| 8  | Germania (bandiera)      | C     | Rani Khedira               |
| 9  | Germania (bandiera)      | A     | Shawn Parker               |
| 10 | Germania (bandiera)      | C     | Daniel Baier               |
| 11 | Austria (bandiera)       | A     | Michael Gregoritsch        |
| 13 | Germania (bandiera)      | P     | Fabian Giefer              |
| 14 | Rep. Ceca (bandiera)     | C     | Jan Morávek                |
| 15 | Croazia (bandiera)       | D     | Jozo Stanić                |
| 16 | Germania (bandiera)      | D     | Christoph Janker           |
| 17 | Francia (bandiera)       | C     | Jonathan Schmid            |
| 18 | Germania (bandiera)      | D     | Jan-Ingwer Callsen-Bracker |
| 19 | Corea del Sud (bandiera) | C     | Koo Ja-cheol               |
| 20 | Germania (bandiera)      | A     | Julian Schieber            |
| 21 | Venezuela (bandiera)     | A     | Sergio Córdova             |

| N. |                          | Ruolo | Calciatore         |
| -- | ------------------------ | ----- | ------------------ |
| 22 | Corea del Sud (bandiera) | A     | Ji Dong-won        |
| 23 | Germania (bandiera)      | A     | Marco Richter      |
| 24 | Finlandia (bandiera)     | C     | Fredrik Jensen     |
| 25 | Germania (bandiera)      | D     | Kilian Jakob       |
| 26 | Germania (bandiera)      | D     | Simon Asta         |
| 27 | Islanda (bandiera)       | A     | Alfreð Finnbogason |
| 28 | Germania (bandiera)      | C     | André Hahn         |
| 29 | Germania (bandiera)      | A     | Romario Rösch      |
| 30 | Brasile (bandiera)       | C     | Caiuby             |
| 31 | Germania (bandiera)      | D     | Philipp Max        |
| 32 | Germania (bandiera)      | D     | Raphael Framberger |
| 34 | Austria (bandiera)       | C     | Georg Teigl        |
| 36 | Austria (bandiera)       | D     | Martin Hinteregger |
| 38 | Austria (bandiera)       | D     | Kevin Danso        |
| 40 | Germania (bandiera)      | D     | Tim Rieder         |
|    | Germania (bandiera)      | A     | André Hahn         |

## Organigramma societario
Area tecnica
- Allenatore: Manuel Baum
- Allenatore in seconda: Florian Ernst, Jonas Scheuermann, Tobias Zellner
- Preparatore dei portieri: Zdenko Miletić
- Preparatori atletici: Andreas Bäumler

## Risultati

### Bundesliga

#### Girone di andata
| Arbitro: | Siebert |

|           |           |  |
| Müller 8’ | Marcatori |  |

| Arbitro: | Stegemann |

|                            |           |                      |
| Finnbogason 1’ Córdova 89’ | Marcatori | 7’ Zakaria 30’ Wendt |

| Arbitro: | Stieler |

|                                  |           |  |
| Finnbogason 22’, 33’ (rig.), 90’ | Marcatori |  |

| Arbitro: | Dingert |

|           |           |                    |
| Jović 79’ | Marcatori | 20’ Max 77’ Caiuby |

| Arbitro: | Siebert |

|                |           |  |
| Gregoritsch 4’ | Marcatori |  |

| Stoccarda 23 settembre 2017, ore 15:30 6ª giornata | Stoccarda | 0 – 0 referto | Augusta | Mercedes-Benz Arena (55.202 spett.)\| Arbitro: \| Osmers \| |
| Arbitro:                                           | Osmers    |               |         |                                                             |

| Arbitro: | Fritz |

|            |           |                          |
| Caiuby 10’ | Marcatori | 4’ Jarmolenko 23’ Kagawa |

| Arbitro: | Gräfe |

|                    |           |                                 |
| Hübner 52’ Uth 85’ | Marcatori | 75’ Gregoritsch 90’ (aut.) Vogt |

| Arbitro: | Stegemann |

|                 |           |                   |
| Gregoritsch 33’ | Marcatori | 76’, 89’ Füllkrug |

| Arbitro: | Storks |

|  |           |                                             |
|  | Marcatori | 40’, 61’ Gregoritsch 45’ (rig.) Finnbogason |

| Arbitro: | Dingert |

|           |           |             |
| Danso 49’ | Marcatori | 47’ Volland |

| Arbitro: | Schmidt |

|                                |           |  |
| Vidal 31’ Lewandowski 38’, 49’ | Marcatori |  |

| Arbitro: | Stieler |

|                                 |           |            |
| Gregoritsch 51’ Finnbogason 78’ | Marcatori | 40’ Didavi |

| Arbitro: | Willenborg |

|              |           |                                             |
| Holtmann 85’ | Marcatori | 22’ Gregoritsch 43’ (rig.), 86’ Finnbogason |

| Arbitro: | Petersen |

|            |           |           |
| Caiuby 74’ | Marcatori | 90’ Kalou |

| Arbitro: | Jablonski |

|                                                |           |                                   |
| Santo 44’ Burgstaller 47’ Caligiuri 83’ (rig.) | Marcatori | 64’ Caiuby 79’ (rig.) Gregoritsch |

| Arbitro: | Dingert |

|                          |           |                              |
| Finnbogason 1’, 90’, 90’ | Marcatori | 20’ Günter 48’, 65’ Petersen |

#### Girone di ritorno
| Arbitro: | Gräfe |

|         |           |  |
| Koo 45’ | Marcatori |  |

| Arbitro: | Steinhaus |

|                       |           |  |
| Ginter 10’ Hazard 90’ | Marcatori |  |

| Arbitro: | Dingert |

|           |           |            |
| Jojić 40’ | Marcatori | 77’ Caiuby |

| Arbitro: | Osmers |

|                                     |           |  |
| Koo 19’ Gregoritsch 76’ Richter 89’ | Marcatori |  |

| Arbitro: | Jablonski |

|                         |           |  |
| Upamecano 17’ Keïta 70’ | Marcatori |  |

| Arbitro: | Stieler |

|  |           |           |
|  | Marcatori | 27’ Gómez |

| Arbitro: | Gräfe |

|          |           |           |
| Reus 16’ | Marcatori | 73’ Danso |

| Arbitro: | Ittrich |

|  |           |                         |
|  | Marcatori | 30’ Kramarić 50’ Gnabry |

| Arbitro: | Dankert |

|          |           |                                |
| Sané 37’ | Marcatori | 26’, 83’ Gregoritsch 45’ Kačar |

| Arbitro: | Stegemann |

|             |           |                            |
| Khedira 63’ | Marcatori | 5’, 40’ Belfodil 82’ Kruse |

| Leverkusen 31 marzo 2018, ore 15:30 28ª giornata | Bayer Leverkusen | 0 – 0 referto | Augusta | BayArena (25.831 spett.)\| Arbitro: \| Willenborg \| |
| Arbitro:                                         | Willenborg       |               |         |                                                      |

| Arbitro: | Schmidt |

|                 |           |                                                 |
| Süle 18’ (aut.) | Marcatori | 32’ Tolisso 38’ Rodríguez 62’ Robben 87’ Wagner |

| Wolfsburg 13 aprile 2018, ore 20:30 30ª giornata | Wolfsburg | 0 – 0 referto | Augusta | Volkswagen-Arena (23.512 spett.)\| Arbitro: \| Ittrich \| |
| Arbitro:                                         | Ittrich   |               |         |                                                           |

| Arbitro: | Willenborg |

|                                 |           |  |
| Gregoritsch 29’ Finnbogason 90’ | Marcatori |  |

| Arbitro: | Fritz |

|                               |           |                             |
| Ibišević 84’ (rig.) Selke 87’ | Marcatori | 32’ Gregoritsch 61’ Córdova |

| Arbitro: | Kampka |

|         |           |                 |
| Max 27’ | Marcatori | 23’, 34’ Kehrer |

| Arbitro: | Dankert |

|                            |           |  |
| Höfler 49’ Kleindienst 65’ | Marcatori |  |

### Coppa di Germania
| Arbitro: | Winkmann |

|                      |           |  |
| Beck 87’ Schwede 90’ | Marcatori |  |

## Statistiche

### Statistiche di squadra
| Competizione      | Punti | In casa | In casa | In casa | In casa | In casa | In casa | In trasferta | In trasferta | In trasferta | In trasferta | In trasferta | In trasferta | Totale | Totale | Totale | Totale | Totale | Totale | DR |
| Competizione      | Punti | G       | V       | N       | P       | Gf      | Gs      | G            | V            | N            | P            | Gf           | Gs           | G      | V      | N      | P      | Gf     | Gs     | DR |
| ----------------- | ----- | ------- | ------- | ------- | ------- | ------- | ------- | ------------ | ------------ | ------------ | ------------ | ------------ | ------------ | ------ | ------ | ------ | ------ | ------ | ------ | -- |
| Bundesliga        | 41    | 17      | 6       | 4       | 7       | 24      | 24      | 17           | 4            | 7            | 6            | 19           | 22           | 34     | 10     | 11     | 13     | 43     | 46     | -3 |
| Coppa di Germania | -     | 0       | 0       | 0       | 0       | 0       | 0       | 1            | 0            | 0            | 1            | 0            | 2            | 1      | 0      | 0      | 1      | 0      | 2      | -2 |
| Totale            | -     | 17      | 6       | 4       | 7       | 24      | 24      | 18           | 4            | 7            | 7            | 19           | 24           | 35     | 10     | 11     | 14     | 43     | 48     | -5 |

### Andamento in campionato
| Giornata  | 1  | 2  | 3 | 4 | 5 | 6 | 7 | 8 | 9  | 10 | 11 | 12 | 13 | 14 | 15 | 16 | 17 | 18 | 19 | 20 | 21 | 22 | 23 | 24 | 25 | 26 | 27 | 28 | 29 | 30 | 31 | 32 | 33 | 34 |
| --------- | -- | -- | - | - | - | - | - | - | -- | -- | -- | -- | -- | -- | -- | -- | -- | -- | -- | -- | -- | -- | -- | -- | -- | -- | -- | -- | -- | -- | -- | -- | -- | -- |
| Luogo     | T  | C  | C | T | C | T | C | T | C  | T  | C  | T  | C  | T  | C  | T  | C  | C  | T  | T  | C  | T  | C  | T  | C  | T  | C  | T  | C  | T  | C  | T  | C  | T  |
| Risultato | P  | N  | V | V | V | N | P | N | P  | V  | N  | P  | V  | V  | N  | P  | N  | V  | P  | N  | V  | P  | P  | N  | P  | V  | P  | N  | P  | N  | V  | N  | P  | P  |
| Posizione | 11 | 12 | 8 | 7 | 5 | 5 | 6 | 8 | 10 | 9  | 10 | 10 | 8  | 7  | 7  | 9  | 9  | 7  | 8  | 8  | 7  | 7  | 8  | 8  | 10 | 8  | 10 | 10 | 11 | 11 | 11 | 11 | 11 | 12 |

Legenda:

Luogo: C = Casa; T = Trasferta. Risultato: V = Vittoria; N = Pareggio; P = Sconfitta.

### Statistiche dei giocatori
| Giocatore      | Bundesliga | Bundesliga | Bundesliga  | Bundesliga | Coppa di Germania | Coppa di Germania | Coppa di Germania | Coppa di Germania | Totale   | Totale | Totale      | Totale     |
| Giocatore      | Presenze   | Reti       | Ammonizioni | Espulsioni | Presenze          | Reti              | Ammonizioni       | Espulsioni        | Presenze | Reti   | Ammonizioni | Espulsioni |
| -------------- | ---------- | ---------- | ----------- | ---------- | ----------------- | ----------------- | ----------------- | ----------------- | -------- | ------ | ----------- | ---------- |
| I. Gkelios     | -          | -          | -           | -          | -                 | -                 | -                 | -                 | -        | -      | -           | -          |
| F. Giefer      | -          | -          | -           | -          | -                 | -                 | -                 | -                 | -        | -      | -           | -          |
| M. Hitz        | 32         | 0          | 2           | 0          | 1                 | 0                 | 0                 | 0                 | 33       | 0      | 2           | 0          |
| A. Luthe       | 2          | 0          | 0           | 0          | -                 | -                 | -                 | -                 | 2        | 0      | 0           | 0          |
| S. Asta        | 1          | 0          | 0           | 0          | -                 | -                 | -                 | -                 | 1        | 0      | 0           | 0          |
| K. Danso       | 16         | 2          | 2           | 0          | -                 | -                 | -                 | -                 | 16       | 2      | 2           | 0          |
| R. Framberger  | 9          | 0          | 3           | 0          | 1                 | 0                 | 0                 | 0                 | 10       | 0      | 3           | 0          |
| J. Gouweleeuw  | 27         | 0          | 4           | 0          | 1                 | 0                 | 0                 | 0                 | 28       | 0      | 4           | 0          |
| M. Hinteregger | 30         | 0          | 3           | 0          | 1                 | 0                 | 0                 | 0                 | 31       | 0      | 3           | 0          |
| K. Jakob       | 1          | 0          | 0           | 0          | -                 | -                 | -                 | -                 | 1        | 0      | 0           | 0          |
| C. Janker      | 5          | 0          | 0           | 0          | -                 | -                 | -                 | -                 | 5        | 0      | 0           | 0          |
| P. Max         | 33         | 2          | 5           | 0          | 1                 | 0                 | 0                 | 0                 | 34       | 2      | 5           | 0          |
| D. Opare       | 17         | 0          | 6           | 0          | -                 | -                 | -                 | -                 | 17       | 0      | 6           | 0          |
| D. Baier       | 29         | 0          | 6           | 0          | 1                 | 0                 | 0                 | 0                 | 30       | 0      | 6           | 0          |
| E. Bekiroğlu   | -          | -          | -           | -          | -                 | -                 | -                 | -                 | -        | -      | -           | -          |
| . Caiuby       | 33         | 5          | 8           | 0          | -                 | -                 | -                 | -                 | 33       | 5      | 8           | 0          |
| M. Heller      | 24         | 0          | 1           | 1          | 1                 | 0                 | 0                 | 0                 | 25       | 0      | 1           | 1          |
| G. Kačar       | 6          | 1          | 1           | 0          | -                 | -                 | -                 | -                 | 6        | 1      | 1           | 0          |
| R. Khedira     | 30         | 1          | 8           | 0          | 1                 | 0                 | 1                 | 0                 | 31       | 1      | 9           | 0          |
| J. Koo         | 28         | 2          | 2           | 0          | 1                 | 0                 | 0                 | 0                 | 29       | 2      | 2           | 0          |
| J. Morávek     | 16         | 0          | 4           | 1          | -                 | -                 | -                 | -                 | 16       | 0      | 4           | 1          |
| J. Schmid      | 25         | 0          | 1           | 0          | 1                 | 0                 | 0                 | 0                 | 26       | 0      | 1           | 0          |
| S. Córdova     | 26         | 2          | 3           | 0          | 1                 | 0                 | 0                 | 0                 | 27       | 2      | 3           | 0          |
| A. Finnbogason | 22         | 12         | 2           | 0          | 1                 | 0                 | 0                 | 0                 | 23       | 12     | 2           | 0          |
| M. Gregoritsch | 32         | 13         | 3           | 0          | 1                 | 0                 | 0                 | 0                 | 33       | 13     | 3           | 0          |
| M. Malone      | -          | -          | -           | -          | -                 | -                 | -                 | -                 | -        | -      | -           | -          |
| S. Parker      | 2          | 0          | 1           | 0          | -                 | -                 | -                 | -                 | 2        | 0      | 1           | 0          |
| M. Richter     | 12         | 1          | 0           | 0          | -                 | -                 | -                 | -                 | 12       | 1      | 0           | 0          |
| R. Rösch       | -          | -          | -           | -          | -                 | -                 | -                 | -                 | -        | -      | -           | -          |
| D. Ji          | 3          | 0          | 0           | 0          | -                 | -                 | -                 | -                 | 3        | 0      | 0           | 0          |
| K. Stafylidīs  | 2          | 0          | 0           | 0          | -                 | -                 | -                 | -                 | 2        | 0      | 0           | 0          |
| E. Thommy      | 6          | 0          | 1           | 0          | -                 | -                 | -                 | -                 | 6        | 0      | 1           | 0          |